# Рождественская надежда
Рождественская надежда (англ. The Christmas Hope) — фильм телеканала «Lifetime» с Мэделин Стоу в главной роли, премьера которого состоялась 13 декабря 2009 года.

## Сюжет
После гибели своего сына Шона, главная героиня фильма Патриция Эддисон, посвящает свою жизнь поиску семей для детей, живущих в детских домах. После смерти сына между Пэтти и её мужем Марком стали натянутые отношения, но позже все меняется, когда они берут к себе 9-летнюю Эмили, мать которой погибла в результате автомобильной аварии в канун Рождества.

## В ролях
- Мэделин Стоу — Патриция Эддисон
- Джеймс Ремар — Марк Эддисон
- Ян Зиринг — д-р Натан Эндрюс
- Тори Барбан — Эмили Адамс
- Девон Вайгель — Трейси Адамс
- Ребекка Гибсон — Меган Эндрюс